# Runnin’ Blue
«Runnin’ Blue» — песня американской рок-группы The Doors, седьмой трек с альбома The Soft Parade. Был выпущен в качестве сингла в 1969 году и достиг 64-й позиции в чарте поп-синглов журнала Billboard.

## Слова
Песня примечательна вступлением, посвящённым знаменитому соул-певцу Отису Реддингу, умершему 10 декабря 1967 года. Джим Моррисон исполняет вступление и куплеты, Робби Кригер поёт припев.
Poor Otis, dead and gone
Left me here to sing his song
Pretty little girl with the red dress on
Poor Otis, dead and gone.
Моррисон впервые исполнил этот куплет 26 декабря 1967 года во время выступления на сцене Winterland в Сан-Франциско, в песне «When the Music’s Over». Сам Реддинг тоже должен был выступать в тот день в Winterland.
Слова и мелодия вступительной части песни были позаимствованы Моррисоном из песни Лидбелли «Po’ Howard» (или иногда «Poor Howard»), где имя «Ховард» было заменено именем «Отис». Иногда это вступление исполнялось на концертах в конце песни «When the Music’s Over».
Строка «Go to find the dock of the bay» является отсылкой к песне Реддинга «Sitting on the Dock of the Bay».